# サム・ジアンカーナ
サルヴァトーレ・"サム"・ジアンカーナ（英語：Salvatore "Sam" Giancana、1908年6月15日（記録では5月24日）- 1975年6月19日）は、アメリカ合衆国のマフィア。1957年から1966年までシカゴのマフィア集団であるシカゴ・アウトフィットのボスであった。アル・カポネの部下として頭角を現し、やがてシカゴを牛耳るボスとなる。ケネディ家と古くから深い繋がりを持っており、ジョン・F・ケネディの当選の陰の功労者であることが明らかになっているだけでなく、暗殺の黒幕の1人とも言われている。

## 人物
1908年6月15日にイリノイ州シカゴのリトル・イタリーにて、父のアントニオと母のアントニアの長男として誕生する。両親はシチリア島のカステルヴェトラーノ出身で、シカゴでは野菜や果物を売って生活をしていた。父親は病弱の姉であるレナを可愛がっており、サムは可愛がってもらえなかったという。さらにアントニオは暴力で子供を押さえつけるタイプの親で虐待も受けたという。母親は1910年3月14日に流産により死亡した。その後アントニオは再婚して子供を増していった。サムは腹違いの弟のチャックを可愛がったが、他の兄弟にはあまり興味が無かったようである。
1933年9月23日にサムはアンジェリーヌ・デトルヴ（1954年4月10日に脳塞栓により死亡）と結婚する。その後3人の女の子の父親になるが、サムは子供に対する接し方をあまり知らないようで、彼の弟のチャックでさえも、彼が自分の子を抱きしめたところを見たことはないという。サムは姉のレナが夫から暴力を受けているのを知ったとき、夫のトーニー・カンポを叩きのめしたこともあり、自分の気に入らない人間や敵には屈しないという人物であった。また、ハリウッド女優のシャーリー・マクレーンを食事に誘ったが断られたため、暴力を振るったことがあるという。

## プロフィール
1918年には学校へ行くのを止め、ギャングに入るようになった。サムはこの当時10歳であり、この頃から家にも帰らなくなった。父親はサムの居場所など知らず生活に追われていた。10代後半でシカゴ・アウトフィットに入った頃は、組織の幹部のマレー・ハンフリーズの下で働いていた。ハンフリーズは彼の頭の良さには感心していたという。そのうち、車の運転技術が認められ、ジャック・マクガーンの運転手をやるようになる。こうして暗黒街の階段を登っていった。
アル・カポネ、フランク・ニッティがボスだった1940年代になるとサムは本格的にギャンブル事業に参加していく。シカゴ市内に200ヶ所、市外にも24ヵ所の賭博場を保有していた。当時アフリカ系アメリカ人の間で流行っていた「ポリシー（一般のナンバーズ・ゲーム（英: numbers game）と同じ物）」などにも進出する。「黒人ポリシー王」のエディ・ジョーンズから事業を乗っ取り、その他の者には、政界や警察のコネを利用し彼らに圧力をかけて廃業に追い込み、事業を拡大していった。そして1946年にはトニー・アッカルドの右腕に出世する。
1950年代になると全米で賭博場を持つほどビジネスを広げていった。この頃にはカルロス・マルセロとも取引をしていたという。ジアンカーナの仕事ぶりを見てマイヤー・ランスキーが金儲けの天才と言ったという。
1957年にジアンカーナはトニー・アッカルドの後を継いでシカゴ・アウトフィットのボスになった。この頃元ボスのポール・リッカとアッカルドはIRS（国税局）に目を付けられており、圧力をかけられていた。そのためアッカルドたちはジアンカーナに道を譲ったという。同年11月のアパラチン会議を境にFBI長官ジョン・エドガー・フーヴァーが組織犯罪撲滅を本格化し、1959年にFBIがサム・ジアンカーナの本部に盗聴器を仕掛けたことでコミッションの存在がFBIや政府に明らかにされた。
1960年代に入り、かつて大統領選挙に協力したはずのジョン・F・ケネディ政権がマフィアに対する締め付けを強めた頃からは、世界規模のビジネスを進めるためメキシコで生活するようになる。それでもカルロ・ガンビーノ、サント・トラフィカンテ、マルセロ、ジョニー・ロッセーリたちとは連絡を取っており、ランスキーとは会議をしたりしていたという。しかし、世間には「引退したギャングの亡命生活」といわれていた。この頃ドミニカに賭博場を作ろうという計画があった。しかし関係を持っていた政治家の権力が落ちたため計画は失敗した。もし作っていたら莫大な利益を手にしていたという。
1965年5月に司法省は文書破棄罪でジアンカーナを告発する。ジアンカーナは証言を拒否したため、法廷侮辱罪でクック郡刑務所に拘禁された。その後、メキシコから国外退去処分を受ける。さらに胆嚢疾患を患うなど健康状態も良くなかった。
1966年にはサム・バッタグリアにボスの座を譲り、シカゴに再び居を構える。この当時ジアンカーナがシカゴに帰ってきたことを良く思わないマフィアは多くいた。過去にジアンカーナが好き放題にやったことでFBIからの取り締まりが厳しくなり、投獄された大物もいたからである。

### 暗殺
上院情報特別委員会に出頭するはずだったが、1975年6月19日にジアンカーナは自宅の地下室で暗殺された。後頭部を銃撃されており、さらに口の周りに6発弾丸が打ち込まれていた。マフィアの内部事情に詳しいものによれば、ジアンカーナの殺され方は典型的な「口封じ」を意味するマフィアスタイルの処刑方法であったとされる。一方でジアンカーナの死については彼が儲けを組織の他のメンバーに分け与えるのを拒否したからだという意見や、権力を取り戻そうと計画したためコミッションの怒りを買ったとか、他にもCIAがケネディ暗殺事件の情報が漏れるのを恐れたために暗殺したという話もある。その後も、チャールズ・"チャッキー"・ニコレッティやジョージ・デ・モーレンシルトといったケネディ大統領暗殺事件に関わったとされる人物がアメリカ下院特別委員会による証人喚問が決定した直後に殺害されるという事件があった。サムの弟のチャックは1969年5月にジアンカーナという名字を正式に改名する手続きをした。彼はこの名字のせいで随分苦労したという。ジアンカーナの長女のアントワネットは「マフィア・プリンセス」という自伝を出している。

## ニューヨーク・マフィアとの関係
フランク・コステロとは仲が良く、共同でビジネスをしたりもした。サムはコステロのことを格好も良く、頭もキレると尊敬していた。ニューヨークでアルバート・アナスタシアが暗殺された後、ガンビーノ一家と強いつながりを結び、ヨーロッパにおける麻薬密輸などのパイプを強化した。なおニューヨーク五大ファミリーのボスの一人のジョゼフ・ボナンノとはアリゾナ州の支配権をめぐって対立していたため仲が悪かった。

## CIA
ジアンカーナはマフィアとCIAはコインの裏と表だと言っていたことがある。国が国民に知られたら困るようなきたない仕事（殺しや武器の横流し）はマフィアに頼む、と仲間に言っていた。さらにマフィアとCIAが協力したことは1度だけではなく何度もあるという。またジアンカーナは、CIAの依頼を受けてキューバのフィデル・カストロ首相の暗殺計画にも加わっており、カストロ暗殺計画を引き受けた3人のボスの1人である。

## ケネディ家との関係
実業家で投資家でもあったジョセフ・P・ケネディとは禁酒法時代から関係があり、違法酒を扱っていたケネディとコステロとの仲が険悪になったとき、間をとりもったと言っている。
ジョセフ・P・ケネディの息子のジョン・F・ケネディの愛人のジュディス・キャンベル（元々はフランク・シナトラの友人）は、ジアンカーナの情婦でもあり、キャンベルを通じてケネディは票集めの資金を彼のもとに運んでいたといわれている。キャンベルに「俺がいなかったらお前のボーイフレンドはホワイトハウスに住めなかっただろう」とケネディが大統領になった後に言った。ケネディ暗殺後に公開された資料によると、ホワイトハウスでの彼女との通話記録は70回を数え、2人っきりの食事が20回はあったという。
大統領選挙の予備選挙ではケネディは選挙不正を行う過程でマフィアに対して借りを作ったため、ジアンカーナなどマフィアのボスたちは「ケネディが大統領になれば、アメリカを裏から操れる」という野望を持っていた。ジアンカーナは大統領選挙でもケネディの不正に手を貸し、イリノイ州の票を開票する保安官を買収してケネディを勝たせたという事実が明らかになっている。その後大統領に就任したジョン・F・ケネディが、弟で司法長官のロバート・ケネディと共にマフィア封じ込め政策を展開するなど、「マフィアを裏切った」ときは相当落ち込んでいたが、次第にそれは怒りに変わり、友人に「ジョセフ・P・ケネディは史上最大の悪党の一人だ」と言っていた。これらの事を受け、「ケネディ暗殺の黒幕」と言われることも多い。
他の著書によると、サムはチャックに「ケネディを殺したのはマフィアとCIAだ」と言ったことがある。そのときの話によれば、「（ケネディと大統領選挙で争った）リチャード・ニクソンやリンドン・ジョンソンも知っていたし、ダラス警察の幹部も関わっていた」と話していたというが、真実か否かは実証されていない上に、「自らの容疑をそらすための発言」と言われることもある。